# Karaiicine, Troițke
Karaiicine (în ucraineană Караїчне) este un sat în comuna Iamî din raionul Troițke, regiunea Luhansk, Ucraina.

## Demografie
Componența lingvistică a localității Karaiicine
     Rusă (75,32%)
     Ucraineană (24,03%)
Conform recensământului din 2001, majoritatea populației localității Karaiicine era vorbitoare de rusă (75,32%), existând în minoritate și vorbitori de ucraineană (24,03%).